# Classe Peter Pan
La classe Peter Pan è una classe navale composta da quattro traghetto costruiti agli Schichau Seebeckswerft di Bremerhaven tra il 1985 ed il 1990 per conto della TT-Line.

## Caratteristiche

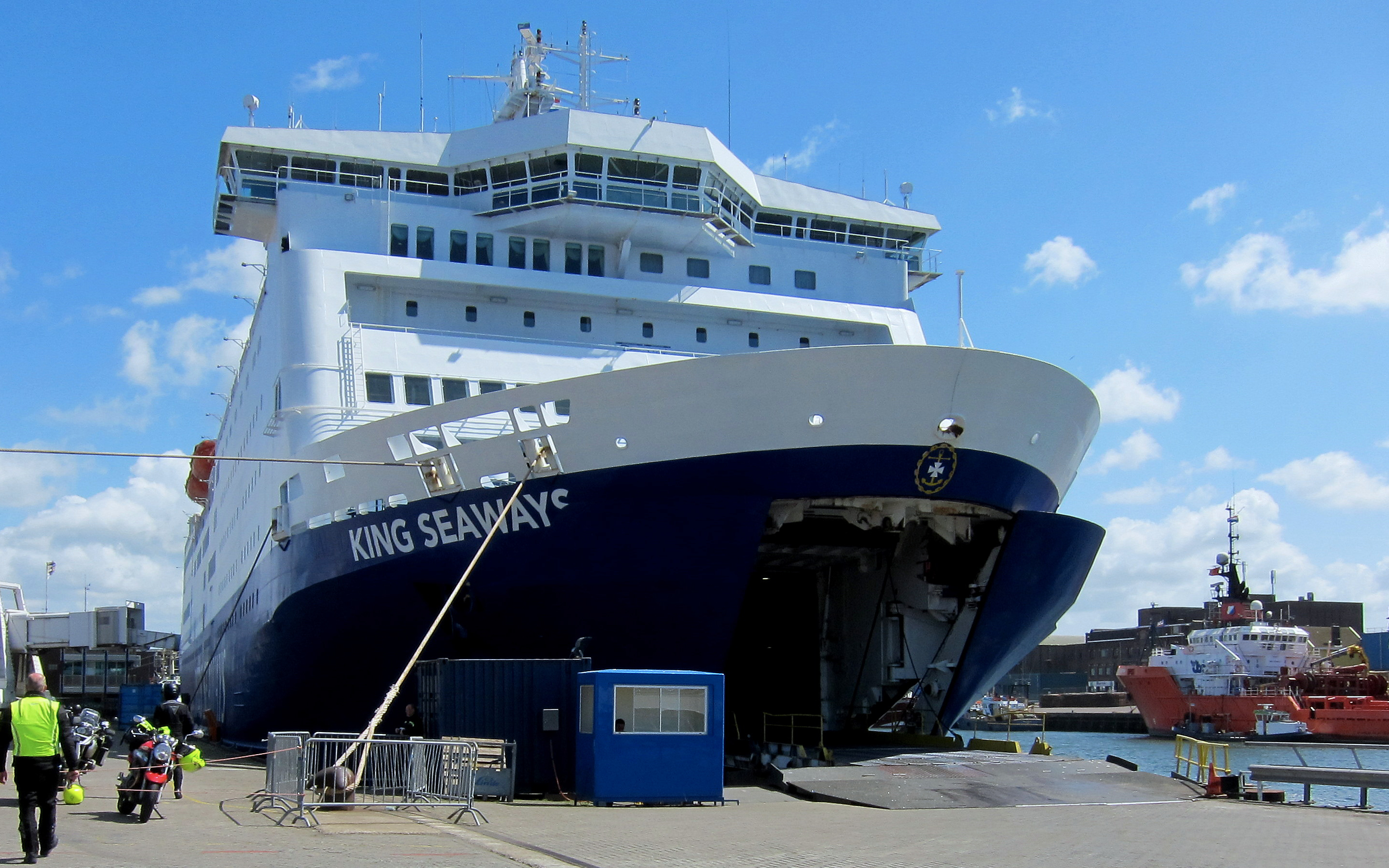
La King Seaways ormeggiata a Ijmuiden

A metà anni '80 la tedesca T.T. Line ordinò una coppia di navi gemelle agli Schichau Seebeckwerft AG di Bremerhaven, con un'opzione per la costruzione di altre due unità dello stesso tipo. Il progetto delle unità, battezzate Peter Pan e Nils Holgersson, era un'evoluzione di quelli delle gemelle Olau Britannia ed Olau Hollandia, costruite ad inizio anni '80 per la Olau Line, compagnia controllata della T.T. e attiva nei collegamenti tra Regno Unito e Olanda. Le nuove unità trasportavano 1.700 passeggeri e 550 automobili, ma avevano una capacità di carico merci superiore dell'80% rispetto alle precedenti, disponendo di 1400 metri lineari di corsie di garage. La stazza lorda di 31.356 tonnellate le poneva, al momento del varo, tra le più grandi navi traghetto in Europa.
L'ordine per la seconda coppia di traghetti fu confermato in seguito all'aumento del traffico merci e passeggeri nei collegamenti tra Regno Unito e Olanda; le due navi furono destinate quindi alla Olau Line. Entrambe le unità erano caratterizzate da interni decisamente diversi e più lussuosi rispetto ai primi due traghetti della classe, rispetto ai quali avevano anche una maggiore stazza (33.336 tonnellate) e una diversa motorizzazione (quattro Zgoda-Sulzer 8ZA40S in luogo dei quattro MaK 8M552 montati sulle gemelle), pur mantenendo prestazioni praticamente identiche (21 nodi di velocità massima). La Olau Hollandia e la Olau Britannia disponevano di 423 cabine per un totale di 1720 posti letto, tre bar, un ristorante, un self service e aree attrezzate per i bambini.

## Unità della classe
| Nome             | Immagine | Bandiera        | Varo             | Entrata in servizio | Rotta                       | Proprietario | Numero IMO | Note |
| ---------------- | -------- | --------------- | ---------------- | ------------------- | --------------------------- | ------------ | ---------- | ---- |
| Princess Seaways |          |                 | 30 novembre 1985 | 2 giugno 1986       | Newcastle - Ijmuiden        | DFDS         | 8502391    |      |
| King Seaways     |          | 16 agosto 1986  | 1987             | 8502406             | Newcastle - Ijmuiden        | DFDS         |            |      |
| GNV Cristal      |          |                 | 25 febbraio 1989 | 29 settembre 1989   | Sète-Nador Barcellona-Nador | GNV          | 8712518    |      |
| GNV Atlas        |          | 28 ottobre 1989 | 16 maggio 1990   | 8712520             | Sète-Nador Barcellona-Nador | GNV          |            |      |

## Servizio

### Peter Pan

#### T.T. Line (1986 - 1993)
La Peter Pan fu impostata l'8 luglio 1985, venendo varata il 30 novembre dello stesso anno e consegnata alla T.T. Line il 30 maggio 1986. Entrò in servizio tre giorni più tardi fra Travemünde (Germania Ovest) e Trelleborg (Svezia). Nel dicembre 1990 la nave fu venduta alla compagnia di navigazione dello Stato della Tasmania, la Transports of Tasmania, con consegna nel 1993. La nave fu tolta dal servizio il 31 agosto e partì per l'Australia in ottobre, dopo essere stata sottoposta a dei lavori di ristrutturazione in Germania.

#### Transport of Tasmania (1993 - 2002)
Rinominata Spirit of Tasmania, la nave giunse a Devonport il 12 novembre, entrando in servizio tra il porto tasmaniano e Melbourne a fine mese. Il 5 settembre 1999, durante un viaggio verso Melbourne, il traghetto ebbe un guasto ai motori. Riparato a Devonport, riprese servizio regolare due settimane più tardi.
Nel settembre 2002, in seguito all'acquisto delle gemelle Superfast III e Superfast IV, la nave fu messa in vendita e posta in disarmo a Sidney. Tre mesi più tardi fu acquistata dalla norvegese Fjord Line per 260 milioni di Corone norvegesi, compiendo il viaggio di ritorno verso l'Europa con il nome accorciato in Spir.

#### Fjord Line (2002 - 2006)

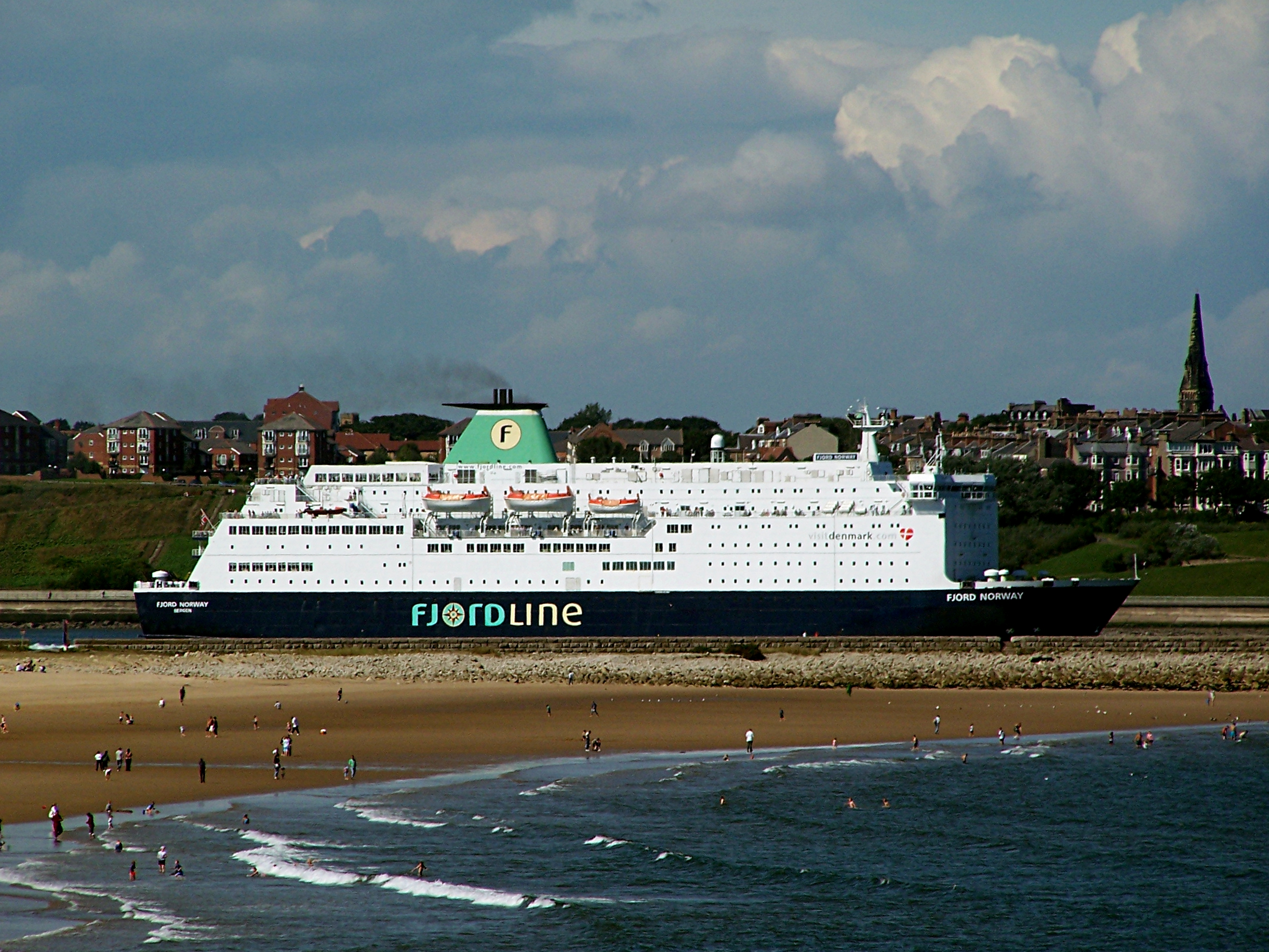
La Fjord Norway in partenza da Newcastle

Giunta a Frederikshavn nel gennaio 2003, la nave fu rinominata Fjord Norway e sottoposta a lavori di ristrutturazione per adattarla alle esigenze dei nuovi proprietari. Ad aprile la nave entrò in servizio su un collegamento tra la Norvegia e la Danimarca con scali a Bergen, Haugesund, Egersund e arrivo a Hanstholm. Nel novembre 2005 il traghetto fu spostato sulla linea Bergen - Stavanger - Newcastle. Meno di un anno dopo, nel settembre 2006, la nave fu venduta alla danese DFDS, già proprietaria della gemella.

#### DFDS (dal 2006)

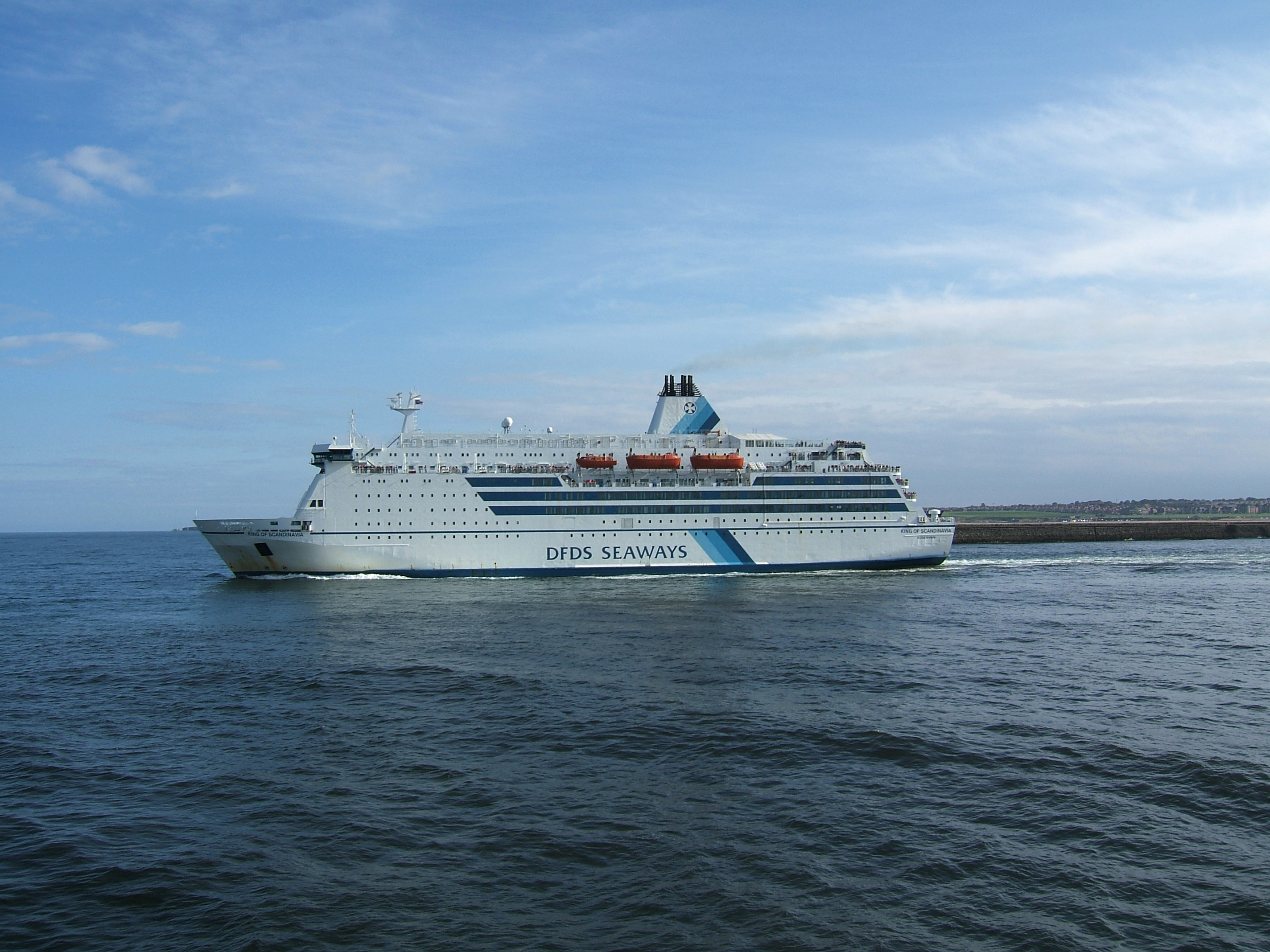
La King of Scandinavia nel 2010

Terminato il servizio per la Fjord Line a ottobre, la nave fu rinominata Princess of Norway, ritornando, a partire da novembre, sulla linea già servita in precedenza. A fine maggio 2007 l'unità fu spostata sui collegamenti tra Regno Unito e Olanda, venendo immessa sulla rotta Newcastle - IJmuiden. Nel 2011 la nave fu rinominata Princess Seaways e dotata di una nuova livrea. Durante la sosta in bacino di carenaggio sul traghetto si sviluppò un incendio di lieve entità; effettuate le riparazioni, la Princess Seaways rientrò in servizio a fine febbraio.

### Nils Holgersson

#### T.T. Line (1987-1992)
La Nils Holgersson fu varata il 16 agosto 1986, venendo consegnata alla T.T. Line il 20 febbraio 1987 ed entrando successivamente in servizio tra Trelleborg e Travemünde. Nel 1992 la nave fu noleggiata alla Gotlandsbolaget nell'ambito di un'alleanza commerciale con la T.T. Line; a dicembre dello stesso anno l'unità fu venduta alla Brittany Ferries.

#### Brittany Ferries (1992-2006)
Rinominata Val de Loire, nel gennaio 1993 l'unità giunse nei cantieri INMA di La Spezia per essere sottoposta ad importanti lavori di ristrutturazione, durante i quali alcune aree garage furono destinate a sistemazioni per i passeggeri, aumentando la capacità di trasporto a 2280 passeggeri e 1686 posti letto. La Val de Loire rientrò in servizio a giugno, venendo immessa su collegamenti da Plymouth a Santander e da Roscoff (in Bretagna) a Cork o Plymouth. Nel 2005 la nave fu impiegata sulle rotte da Portsmouth a Saint-Malo o Cherbourg; a novembre dello stesso anno il traghetto fu venduto alla danese DFDS con consegna nel 2006.

#### DFDS (dal 2006)
Terminato il servizio per la Brittany Ferries, il traghetto fu rinominato King of Scandinavia e immesso nei collegamenti tra Olanda e Regno Unito, con scali nei porti di Newcastle e Ijmuiden. Nel febbraio 2011 la nave fu rinominata King Seaways e dotata di una nuova livrea, rimanendo sulla stessa rotta.

### Olau HollandiaeOlau Britannia

#### Olau Line (1990 - 1994)
L'Olau Hollandia fu impostata il 10 settembre 1988, venendo varata appena cinque mesi dopo, il 25 febbraio 1989. Completata a fine settembre dello stesso anno, entrò in servizio il 4 ottobre, compiendo il suo primo viaggio con passeggeri a bordo tra Sheerness e Vlissingen. L'ultima delle gemelle, varata come Olau Britannia il 28 ottobre 1989, fu consegnata alla compagnia il 16 maggio 1990, cominciando le traversate tra Paesi Bassi e Regno Unito il 21 maggio dello stesso anno.
Tuttavia, se le unità usate precedentemente su questa rotta (sul cui progetto erano basate, in scala maggiore, le quattro nuove imbarcazioni) erano troppo piccole per soddisfare la richiesta, le nuove Olau Britannia ed Olau Hollandia si rivelarono sovradimensionate. Per ridurre le spese la T.T. Line (compagnia controllante la Olau) cercò di spostare il registro navale prima al Lussemburgo e poi alle Bahamas, ma in entrambe le occasioni l'operazione fu impedita dalle proteste degli equipaggi tedeschi. La T.T. Line prese quindi la drastica decisione di terminare le attività della Olau, fermando la Olau Britannia il 12 maggio 1994 e la Olau Hollandia tre giorni più tardi.

#### P&O (1994 - 2005)
Dopo un breve disarmo la Olau Hollandia e la Olau Britannia furono noleggiate alla P&O Ferries, prendendo i nomi di Pride of le Havre e Pride of Portsmouth. A giugno furono brevemente impiegate tra Portsmouth e Cherbourg, venendo immesse il 22 giugno 1994 sul collegamento Portsmouth - Le Havre.
Il 27 luglio 1998 sulla Pride of Le Havre appena partita da Le Havre si verificò un'esplosione in un quadro elettrico nella sala macchine, che provocò un incendio in sala macchine e un temporaneo black out. Nell'esplosione furono feriti tre membri dell'equipaggio, uno dei quali morì pochi giorni dopo in ospedale a causa delle gravi ustioni riportate. Il traghetto rientrò autonomamente in porto, ripartendo poi per Portsmouth durante la notte; l'unità fu poi fermata nel porto inglese per completare le riparazioni. Il 18 marzo 1999 la nave fu interessata da un secondo incendio in sala macchine, senza particolari conseguenze: il traghetto riprese a navigare sei giorni più tardi.
Il 27 ottobre 2002, mentre era in ingresso nel porto di Portsmouth, la Pride of Portsmouth colpì la fregata inglese St.Albans, che era ormeggiata. Non ci furono né morti né feriti e il traghetto riportò solo danni superficiali, ma la fregata, che non era ancora neppure entrata in servizio, subì forti danni alle sovrastrutture, causati anche dall'urto contro la banchina conseguente allo scontro con il traghetto. La collisione fu causata soprattutto dal forte vento, che spirava a 35-40 nodi con raffiche di 50.
Il noleggio continuò per diversi anni, ma la linea diventò antieconomica per la P&O e nel 2004 fu annunciato il noleggio delle due gemelle alla rivale Brittany Ferries, trattativa interrotta in seguito all'interessamento dell'antitrust. La Pride of Portsmouth e la Pride of Le Havre continuarono ad operare per la P&O fino al 30 settembre 2005, quando furono posta in disarmo in seguito al mancato rinnovo del noleggio.

#### SNAV (dal 2005)
Le due unità rimasero in disarmo a Falmouth fino al novembre 2005, quando furono acquistate dalla compagnia di navigazione italiana SNAV. Rinominate SNAV Sardegna e SNAV Lazio, entrarono in servizio nel maggio dell'anno seguente tra Civitavecchia e Olbia e tra Civitavecchia e Palermo in cooperazione con Grandi Navi Veloci. Dal 1º ottobre 2010, in seguito alla vendita per demolizione della SNAV Campania e della SNAV Sicilia, i traghetti furono spostati sulla rotta Napoli - Palermo, sotto il controllo di Grandi Navi Veloci. Alla fine di luglio 2015, SNAV Lazio inaugurò la nuova tratta Bari - Durazzo per GNV, sostituendo per circa una settimana il Rhapsody (ex Napoleon Bonaparte), fermo in porto a Genova per le ultime riparazioni prima del suo rientro in servizio.
La SNAV Sardegna è stata spostata nella tratta Francia/Marocco e viceversa. Da gennaio 2017 la SNAV Lazio (dopo lavori di rinnovamento degli interni con l'aggiunta di moschee e una nuova sala giochi per bambini) fu spostata sulla tratta Sète-Nador, mentre la gemella SNAV Sardegna rimase in linea sulla Napoli - Palermo. Il 24 febbraio 2017 la SNAV Lazio venne rinominata GNV Atlas, mentre la gemella SNAV Sardegna fu ribattezzata, un mese più tardi, GNV Cristal.
Il 17 giugno 2018 a bordo della GNV Atlas, utilizzata in quel periodo sulla linea Napoli - Palermo, si verificò un serio incidente: durante le operazioni di carico nel porto di Napoli, un'automobile cadde da un livello dei garage ad uno inferiore, provocando la morte di una persona e il ferimento di una seconda.
Dal 28 Maggio 2021 viene utilizzata come nave-quarantena dal Ministero dell'interno nell'ambito dell'emergenza sbarchi in Sicilia
E ha operato nei seguenti porti Lampedusa-Palermo-Porto Empedocle.